# Ernesto Schiaparelli

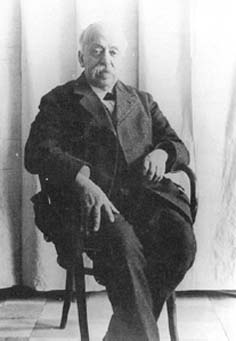
Ernesto Schiaparelli.

Ernesto Schiaparelli, född den 12 juli 1856 i Occhieppo Inferiore i Piemonte, död den 14 februari 1928 i Turin, var en italiensk egyptolog. 
Schiaparelli, som var professor i egyptologi vid universitetet i Turin och direktör för antikmuseet där, upptäckte "Begravningsboken", som han utgav med text och kommentar. Av hans skrifter torde den viktigaste vara Relazione della missione in Egitto.